# Bank of China
El Bank of China (en chino tradicional, 中國銀行; en chino simplificado, 中国银行; pinyin, Zhōngguó Yínháng a menudo abreviado como  中銀 o 中行) es uno de los cuatro bancos comerciales propiedad del estado más grandes  de la República Popular China. Fue fundado en 1912 por el Gobierno de la República de China, en sustitución del Banco de Gobierno de la China Imperial. Es el banco más antiguo de China. Desde su creación hasta 1942, emitió billetes a nombre del Gobierno de la República de China, junto con los "Cuatro Grandes" bancos de la época: el Banco central de la República de China, el Banco Ganadero de China y el Banco de las Comunicaciones. Aunque en un principio funcionaba como el banco central de China, en 1948 el Banco Popular Chino, reemplazó esa función. Posteriormente, el Bank of China se convirtió en un banco puramente comercial.

## Datos básicos
- Tiene más de 6.952 mil millones de yuanes en activos, lo que la enlista en la Fortune Global 500 de los últimos 17 años.
- Es el prestamista n.º 2 en China en general, el prestamista n.º 1 a las instituciones, y el prestamista n.º 1 de divisas. (El prestamista n.º 1 en China es el Banco Industrial y Comercial de China)
- En 2002, consiguió 52.700 millones de yuanes en beneficios, un aumento de más del 20 por ciento respecto al año anterior.

## Emisión de billetes
Aunque no es un banco central, el Bank of China tiene licencia para emitir billetes de banco en dos de las Regiones Administrativas Especiales de China. Hoy en día, emite billetes en Hong Kong y Macao, (bajo el nombre en portugués "Banco da China"), junto con otros bancos comerciales en esas regiones.